# Mellanbergstjärnen, Ångermanland
Mellanbergstjärnen är en sjö i Örnsköldsviks kommun i Ångermanland och ingår i Moälvens huvudavrinningsområde.